# Mézières-en-Brenne
Mézières-en-Brenne és un municipi francès, situat al departament de l'Indre i a la regió de Centre – Vall del Loira. L'any 2007 tenia 1.081 habitants.

## Demografia

### Població
El 2007 la població de fet de Mézières-en-Brenne era de 1.081 persones. Hi havia 476 famílies, de les quals 184 eren unipersonals (80 homes vivint sols i 104 dones vivint soles), 168 parelles sense fills, 112 parelles amb fills i 12 famílies monoparentals amb fills.
La població ha evolucionat segons el següent gràfic:
Habitants censats

### Habitatges
El 2007 hi havia 763 habitatges, 484 eren l'habitatge principal de la família, 190 eren segones residències i 89 estaven desocupats. 720 eren cases i 37 eren apartaments. Dels 484 habitatges principals, 362 estaven ocupats pels seus propietaris, 99 estaven llogats i ocupats pels llogaters i 23 estaven cedits a títol gratuït; 2 tenien una cambra, 61 en tenien dues, 101 en tenien tres, 135 en tenien quatre i 185 en tenien cinc o més. 323 habitatges disposaven pel capbaix d'una plaça de pàrquing. A 232 habitatges hi havia un automòbil i a 172 n'hi havia dos o més.

### Piràmide de població
La piràmide de població per edats i sexe el 2009 era:
| Homes | Edats   | Dones |
| ----- | ------- | ----- |
| 4     | 95 o +  | 16    |
| 4     | 90 a 94 | 8     |
| 28    | 85 a 89 | 40    |
| 16    | 80 a 84 | 32    |
| 52    | 75 a 79 | 48    |
| 32    | 70 a 74 | 52    |
| 48    | 65 a 69 | 44    |
| 16    | 60 a 64 | 28    |
| 20    | 55 a 59 | 32    |
| 28    | 50 a 54 | 28    |
| 68    | 45 a 49 | 32    |
| 24    | 40 a 44 | 40    |
| 28    | 35 a 39 | 48    |
| 36    | 30 a 34 | 24    |
| 28    | 25 a 29 | 24    |
| 20    | 20 a 24 | 20    |
| 32    | 15 a 19 | 32    |
| 36    | 10 a 14 | 36    |
| 32    | 5 a 9   | 32    |
| 28    | 0 a 4   | 8     |

## Economia
El 2007 la població en edat de treballar era de 565 persones, 400 eren actives i 165 eren inactives. De les 400 persones actives 367 estaven ocupades (203 homes i 164 dones) i 33 estaven aturades (10 homes i 23 dones). De les 165 persones inactives 82 estaven jubilades, 28 estaven estudiant i 55 estaven classificades com a «altres inactius».

### Ingressos
El 2009 a Mézières-en-Brenne hi havia 503 unitats fiscals que integraven 1.051 persones, la mediana anual d'ingressos fiscals per persona era de 15.573 €.

### Activitats econòmiques
Dels 76 establiments que hi havia el 2007, 2 eren d'empreses extractives, 3 d'empreses alimentàries, 6 d'empreses de fabricació d'altres productes industrials, 12 d'empreses de construcció, 20 d'empreses de comerç i reparació d'automòbils, 4 d'empreses de transport, 3 d'empreses d'hostatgeria i restauració, 1 d'una empresa financera, 2 d'empreses immobiliàries, 4 d'empreses de serveis, 14 d'entitats de l'administració pública i 5 d'empreses classificades com a «altres activitats de serveis».
Dels 22 establiments de servei als particulars que hi havia el 2009, 1 era una gendarmeria, 1 oficina de correu, 1 una oficina bancària, 2 tallers de reparació d'automòbils i de material agrícola, 1 paleta, 1 guixaire pintor, 2 fusteries, 3 lampisteries, 2 electricistes, 3 perruqueries, 1 veterinari, 2 restaurants i 2 agències immobiliàries.
Dels 9 establiments comercials que hi havia el 2009, 1 era una gran superfície de material de bricolatge, 1 una botiga de més de 120 m², 1 una botiga de menys de 120 m², 1 una fleca, 1 una peixateria, 1 una sabateria, 1 una botiga de material de revestiment de parets i terra i 2 floristeries.
L'any 2000 a Mézières-en-Brenne hi havia 37 explotacions agrícoles que ocupaven un total de 1.620 hectàrees.

## Equipaments sanitaris i escolars
El 2009 hi havia 1 farmàcia i 1 ambulància.
El 2009 hi havia 1 escola maternal integrada dins d'un grup escolar amb les comunes properes formant una escola dispersa i 1 escola elemental integrada dins d'un grup escolar amb les comunes properes formant una escola dispersa.

## Poblacions més properes
El següent diagrama mostra les poblacions més properes.